# Villers-Stoncourt
Pour les articles homonymes, voir Villers.
Villers-Stoncourt est une commune française située dans le département de la Moselle constitué des hameaux de Stoncourt, Villers, la Houtte et Aoury. Elle fait partie de Chanville de 1812 à 1833.

## Géographie
Le Haut Saint-Pierre culmine à 325 m.

### Communes limitrophes
|            | Servigny-lès-Raville |         |
| Bazoncourt | Villers-Stoncourt    | Hémilly |
| Ancerville | Chanville            |         |

### Hydrographie
La commune est située dans le bassin versant du Rhin au sein du bassin Rhin-Meuse. Elle est drainée par le ruisseau Elvon, le ruisseau d'Hemilly et le ruisseau Malroy.

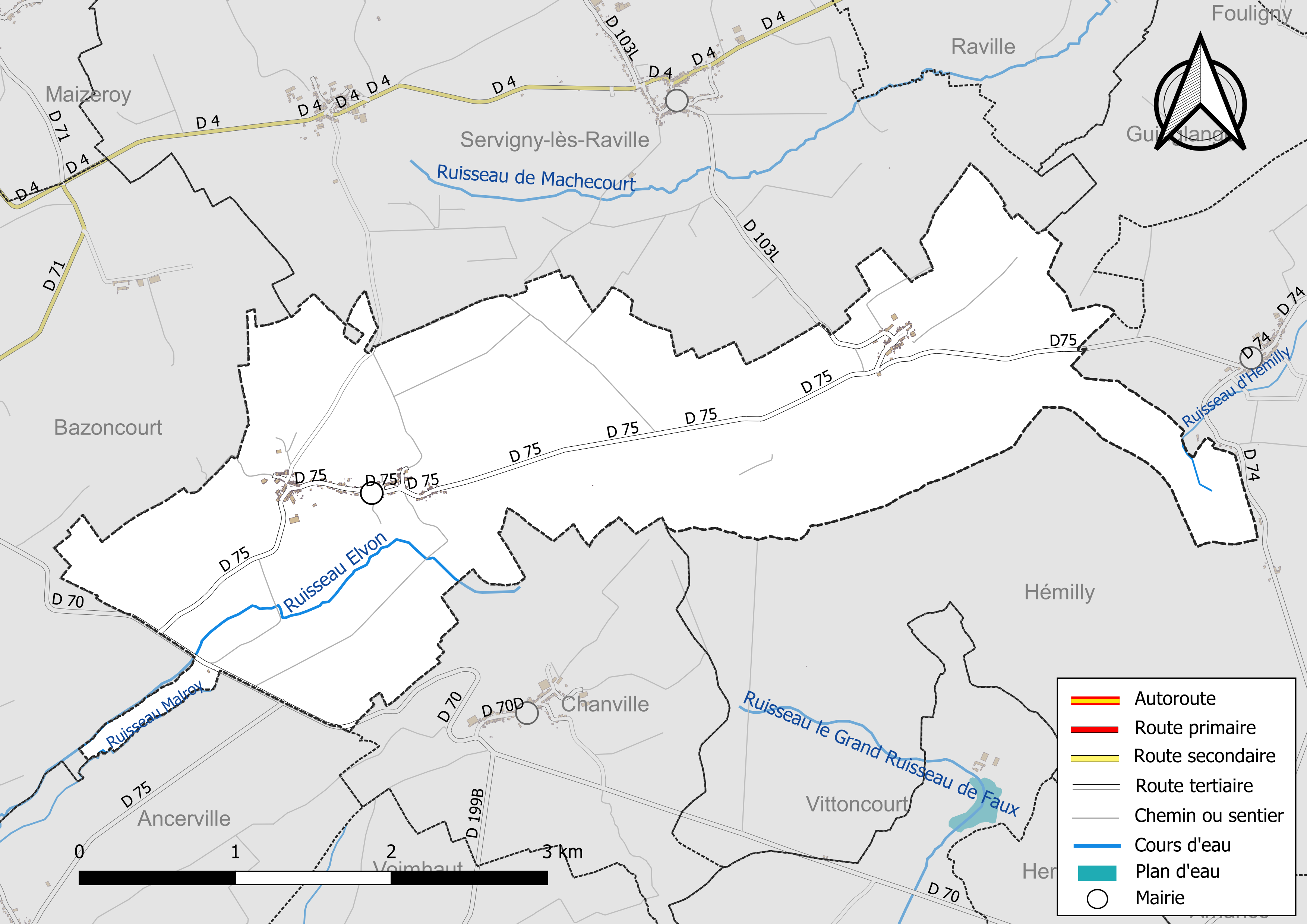
Réseaux hydrographique et routier de Villers-Stoncourt.

### Climat
Pour des articles plus généraux, voir Climat du Grand Est et Climat de la Moselle.
En 2010, le climat de la commune est de type climat des marges montargnardes, selon une étude du Centre national de la recherche scientifique s'appuyant sur une série de données couvrant la période 1971-2000. En 2020, Météo-France publie une typologie des climats de la France métropolitaine dans laquelle la commune est exposée à un climat semi-continental et est dans la région climatique  Lorraine, plateau de Langres, Morvan, caractérisée par un hiver rude (1,5 °C), des vents modérés et des brouillards fréquents en automne et hiver. 
Pour la période 1971-2000, la température annuelle moyenne est de 9,6 °C, avec une amplitude thermique annuelle de 16,9 °C. Le cumul annuel moyen de précipitations est de 803 mm, avec 12,1 jours de précipitations en janvier et 9,2 jours en juillet. Pour la période 1991-2020, la température moyenne annuelle observée sur la station météorologique de Météo-France la plus proche, « Lesse_sapc », sur la commune de Lesse à 12 km à vol d'oiseau, est de 10,7 °C et le cumul annuel moyen de précipitations est de 694,0 mm. 
La température maximale relevée sur cette station est de 40 °C, atteinte le 25 juillet 2019 ; la température minimale est de −20,7 °C, atteinte le 20 décembre 2009,,. 
Les paramètres climatiques de la commune ont été estimés pour le milieu du siècle (2041-2070) selon différents scénarios d'émission de gaz à effet de serre à partir des nouvelles projections climatiques de référence DRIAS-2020. Ils sont consultables sur un site dédié publié par Météo-France en novembre 2022.

## Urbanisme

### Typologie
Au 1er janvier 2024, Villers-Stoncourt est catégorisée commune rurale à habitat dispersé, selon la nouvelle grille communale de densité à sept niveaux définie par l'Insee en 2022.
Elle est située hors unité urbaine. Par ailleurs la commune fait partie de l'aire d'attraction de Metz, dont elle est une commune de la couronne,. Cette aire, qui regroupe 245 communes, est catégorisée dans les aires de 200 000 à moins de 700 000 habitants,.

### Occupation des sols
L'occupation des sols de la commune, telle qu'elle ressort de la base de données européenne d’occupation biophysique des sols Corine Land Cover (CLC), est marquée par l'importance des territoires agricoles (85,7 % en 2018), une proportion identique à celle de 1990 (85,7 %). La répartition détaillée en 2018 est la suivante : 
terres arables (58,2 %), prairies (27,5 %), forêts (14,3 %). L'évolution de l’occupation des sols de la commune et de ses infrastructures peut être observée sur les différentes représentations cartographiques du territoire : la carte de Cassini (XVIIIe siècle), la carte d'état-major (1820-1866) et les cartes ou photos aériennes de l'IGN pour la période actuelle (1950 à aujourd'hui).

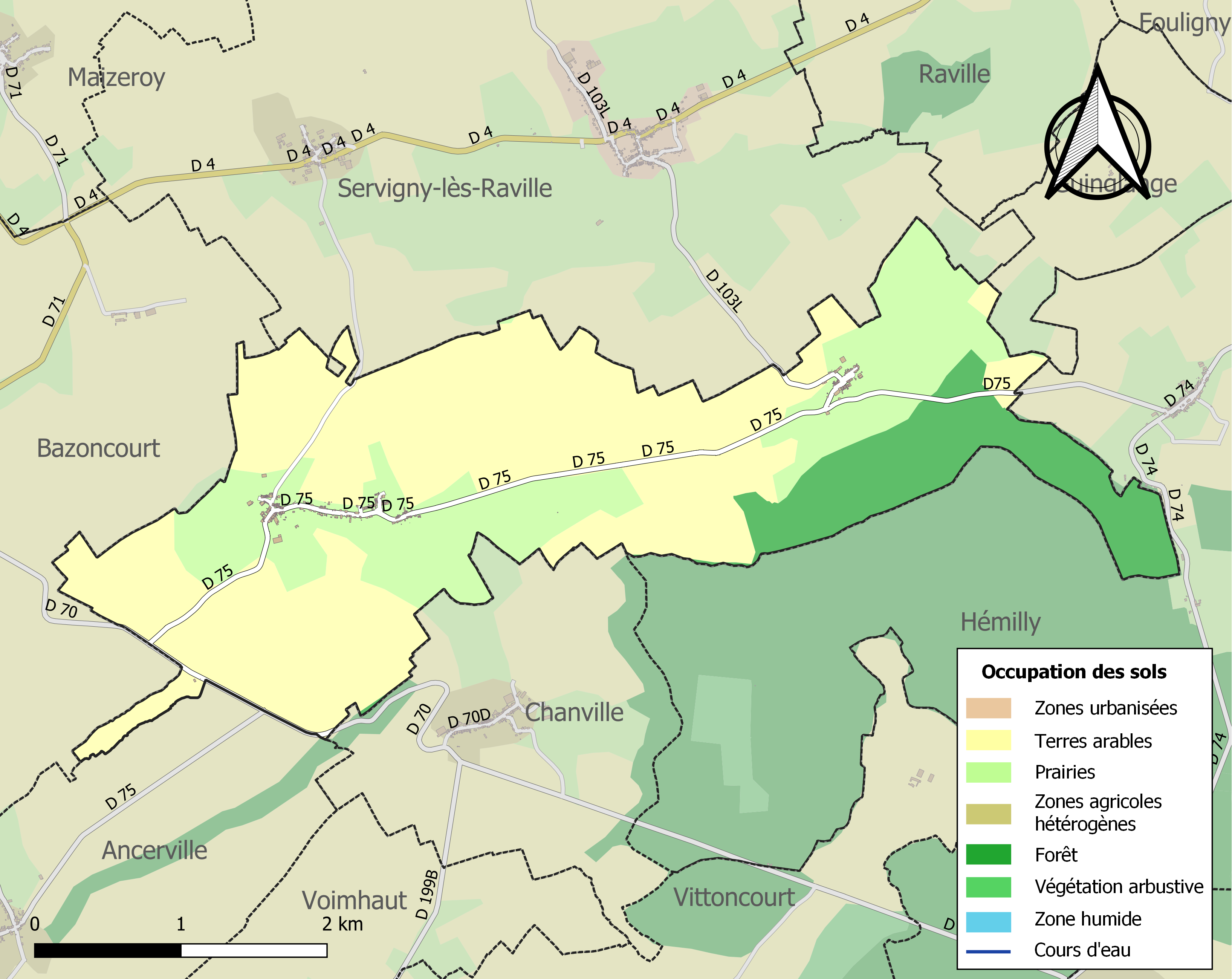
Carte des infrastructures et de l'occupation des sols de la commune en 2018 (CLC).

## Toponymie
- Villers-Stoncourt en 1801, Stondorf en 1915-1918 et 1940-1944.
- Villers[13] : Villeir deleiz Stoncourt (1404), Villers sur le Haut (1420), Viller au ban Saint-Pierre (1594), Villers ban Saint-Pierre (XVIIIe siècle). Vlé en lorrain roman.
- Stoncourt[13] : Stoncourt (1445 et 1544). Stonco en lorrain roman.

## Histoire
Villers, Stoncourt et Aoury faisaient partie du Ban Saint-Pierre, cédée à la France en 1718. 
Villers et Stoncourt réunis formaient depuis 1790 une commune qui fut réunie à Chanville par décret du 31 juillet 1812 puis érigé de nouveau en commune, avec Aoury pour annexe, par ordonnance royale de 1833.
L'église paroissiale, entourée du cimetière, était située sur le Haut Saint-Pierre jusqu'en 1854.
Le Haut Saint-Pierre est une colline qui domine le village. Depuis très longtemps, à cet endroit, il y avait une église liée à l’existence de religieuses bénédictines du monastère de Saint-Pierre-aux-Nonnains à Metz. Elle fut dédiée à saint Pierre, ce qui donna son nom à cette côte. Cette église fut rasée en 1854 et une nouvelle église fut érigée dans le village même en 1856. En 1865 fut construite cette chapelle commémorative. Elle fut restaurée en 1975 et les tombes restantes de l’ancien cimetière furent alignées à côté de la chapelle. Cette commune est constituée de quatre hameaux : Stoncourt, Villers, la Houtte et Aoury.
En 1976 fut érigé, à l'initiative de l’abbé Pierre Fauveau, un mémorial en forme de croix de Lorraine en l’honneur de tous les combattants de la Seconde Guerre mondiale.
Par arrêté préfectoral du 20 août 2014, Villers-Stoncourt, ayant rejoint la communauté de communes du Sud messin en janvier 2014 comme les autres communes de la communauté de communes de Rémilly et environs, préfère rejoindre la communauté de communes du Pays de Pange pour des raisons géographiques et socio-économiques.
Villers-Stoncourt était l’une des rares communes françaises à ne pas posséder l’internet par l’ADSL ; la commune a été reliée au réseau à haut débit du conseil général de la Moselle par WiMAX jusqu'à fin 2017. Depuis cette date, elle est desservie par la fibre optique grâce à Moselle Fibre.

## Politique et administration
| Période                                  | Période   | Identité             | Étiquette | Qualité |
| ---------------------------------------- | --------- | -------------------- | --------- | ------- |
| an VIII                                  |           | François Fenot       |           |         |
| mars 1995                                | mars 2001 | Émile Elloy          |           |         |
| mars 2001                                | mars 2008 | Hubert Chloup        | DVD       |         |
| mars 2008                                | mars 2014 | Jacqueline Magard    |           |         |
| mars 2014                                | mai 2020  | Jean-François Lellig |           |         |
| mai 2020                                 | En cours  | Gilbert Jeanront     |           |         |
| Les données manquantes sont à compléter. |           |                      |           |         |

## Démographie
L'évolution du nombre d'habitants est connue à travers les recensements de la population effectués dans la commune depuis 1793. Pour les communes de moins de 10 000 habitants, une enquête de recensement portant sur toute la population est réalisée tous les cinq ans, les populations de référence des années intermédiaires étant quant à elles estimées par interpolation ou extrapolation. Pour la commune, le premier recensement exhaustif entrant dans le cadre du nouveau dispositif a été réalisé en 2007.

En 2022, la commune comptait 222 habitants, en évolution de −4,31 % par rapport à 2016 (Moselle : +0,52 %, France hors Mayotte : +2,11 %).
| 1793 | 1800 | 1806 | 1836 | 1841 | 1861 | 1866 | 1871 | 1875 |
| ---- | ---- | ---- | ---- | ---- | ---- | ---- | ---- | ---- |
| 248  | 301  | 293  | 518  | 504  | 434  | 439  | 409  | 409  |

| 1880 | 1885 | 1890 | 1895 | 1900 | 1905 | 1910 | 1921 | 1926 |
| ---- | ---- | ---- | ---- | ---- | ---- | ---- | ---- | ---- |
| 411  | 389  | 355  | 347  | 328  | 305  | 283  | 235  | 211  |

| 1931 | 1936 | 1946 | 1954 | 1962 | 1968 | 1975 | 1982 | 1990 |
| ---- | ---- | ---- | ---- | ---- | ---- | ---- | ---- | ---- |
| 211  | 193  | 180  | 185  | 203  | 191  | 174  | 172  | 162  |

| 1999 | 2006 | 2007 | 2012 | 2017 | 2022 | - | - | - |
| ---- | ---- | ---- | ---- | ---- | ---- | - | - | - |
| 165  | 212  | 219  | 250  | 222  | 222  | - | - | - |

## Culture locale et patrimoine

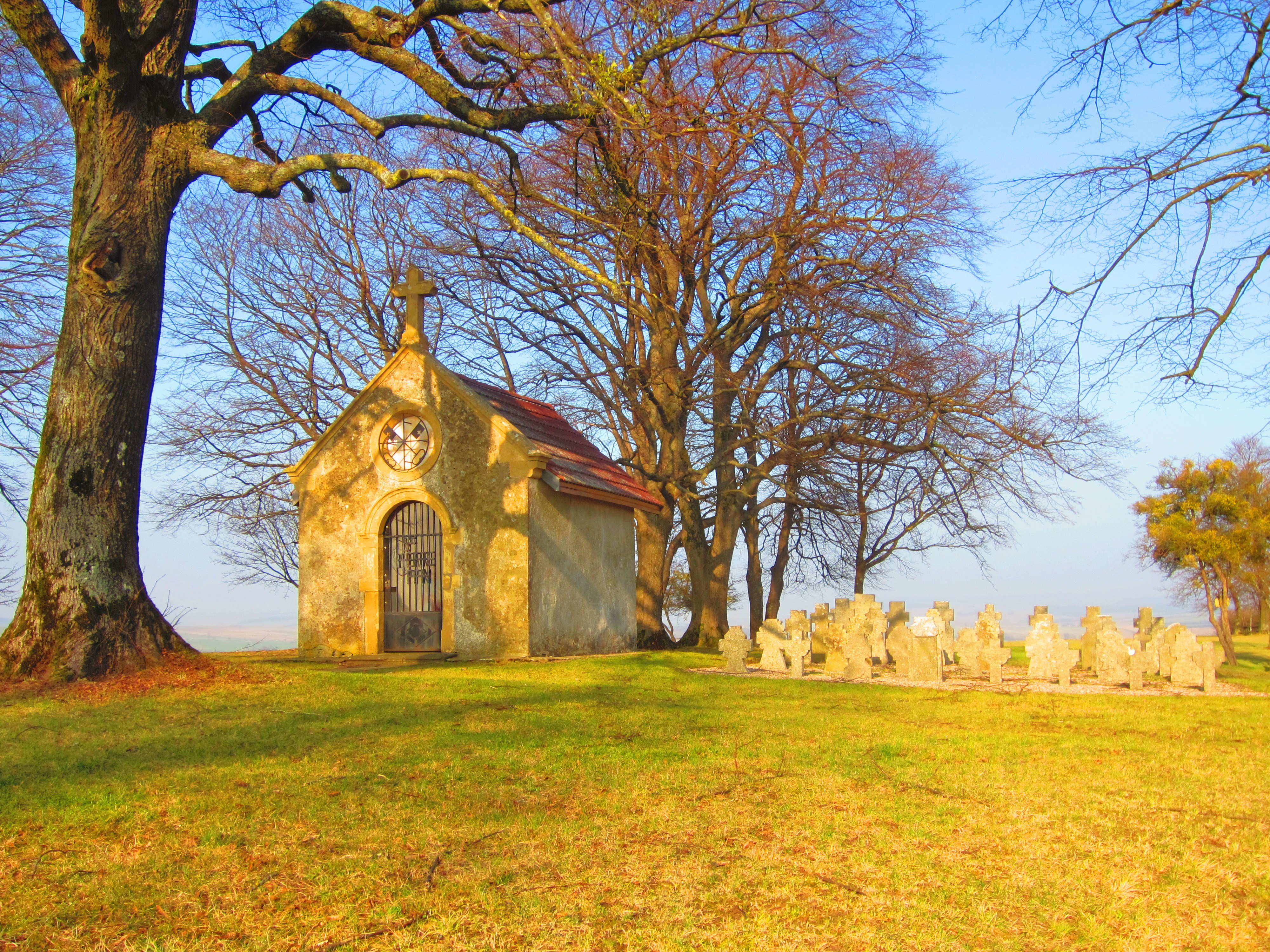
Chapelle commémorative sur le Haut Saint-Pierre.

### Lieux et monuments
- Passage d'une voie romaine ; traces de villas.
- Mémorial du Souvenir 1939-1945 : croix de Lorraine sur le mont Saint-Pierre.

#### Édifices religieux
- Ancienne église sur le Haut Saint-Pierre, rasée en 1854.
- Église Saint-Pierre, néo-romane, construite en 1856, érigée dans le village.
- Chapelle commémorative sur le Haut Saint-Pierre, construite en 1865 et restaurée en 1975 ; les tombes restantes de l'ancien cimetière sont alignées à côté de la chapelle.
- Chapelle de la Sainte-Vierge-Marie d’Aoury, construite en 1886.

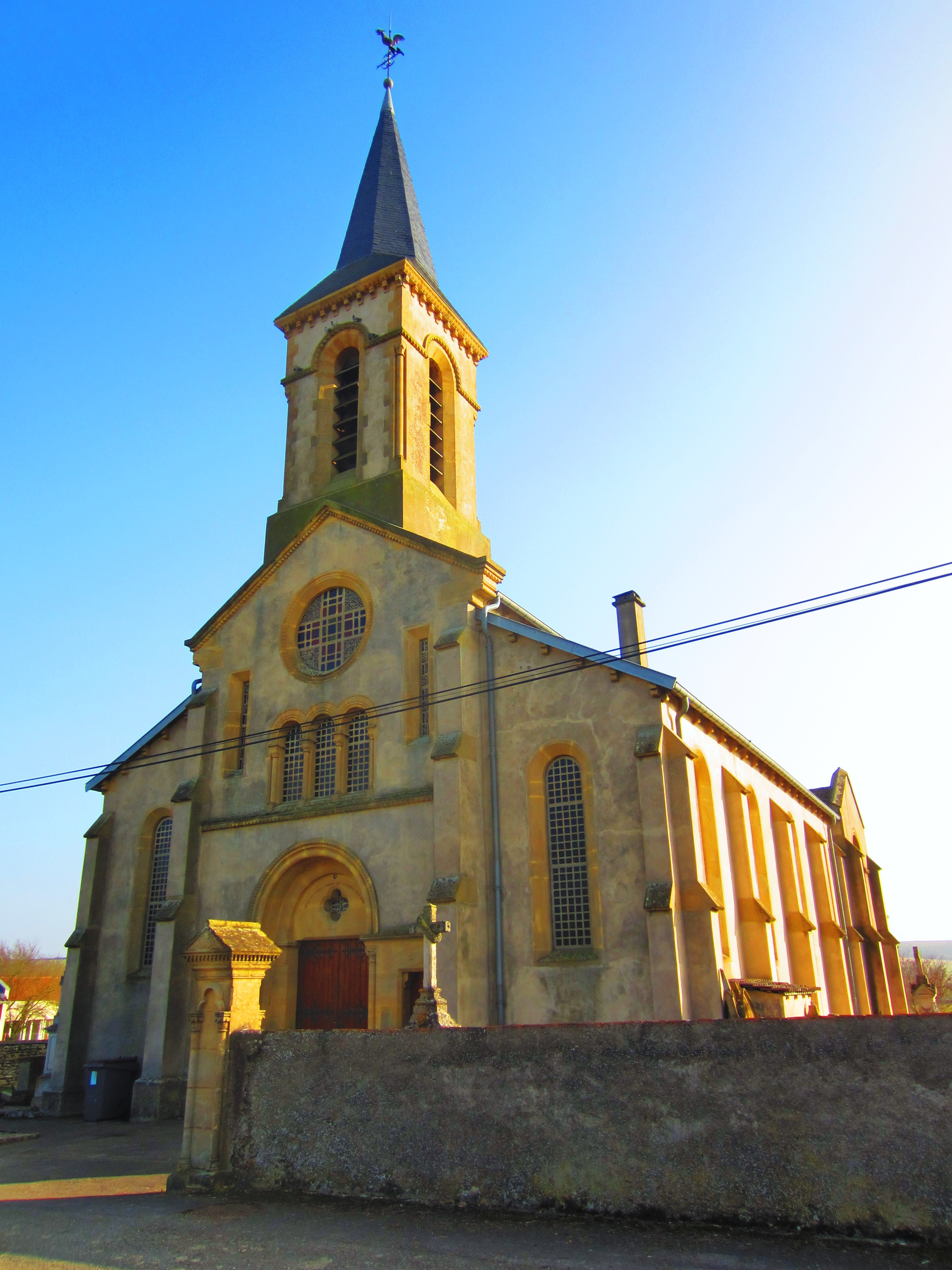
Église Saint-Pierre.
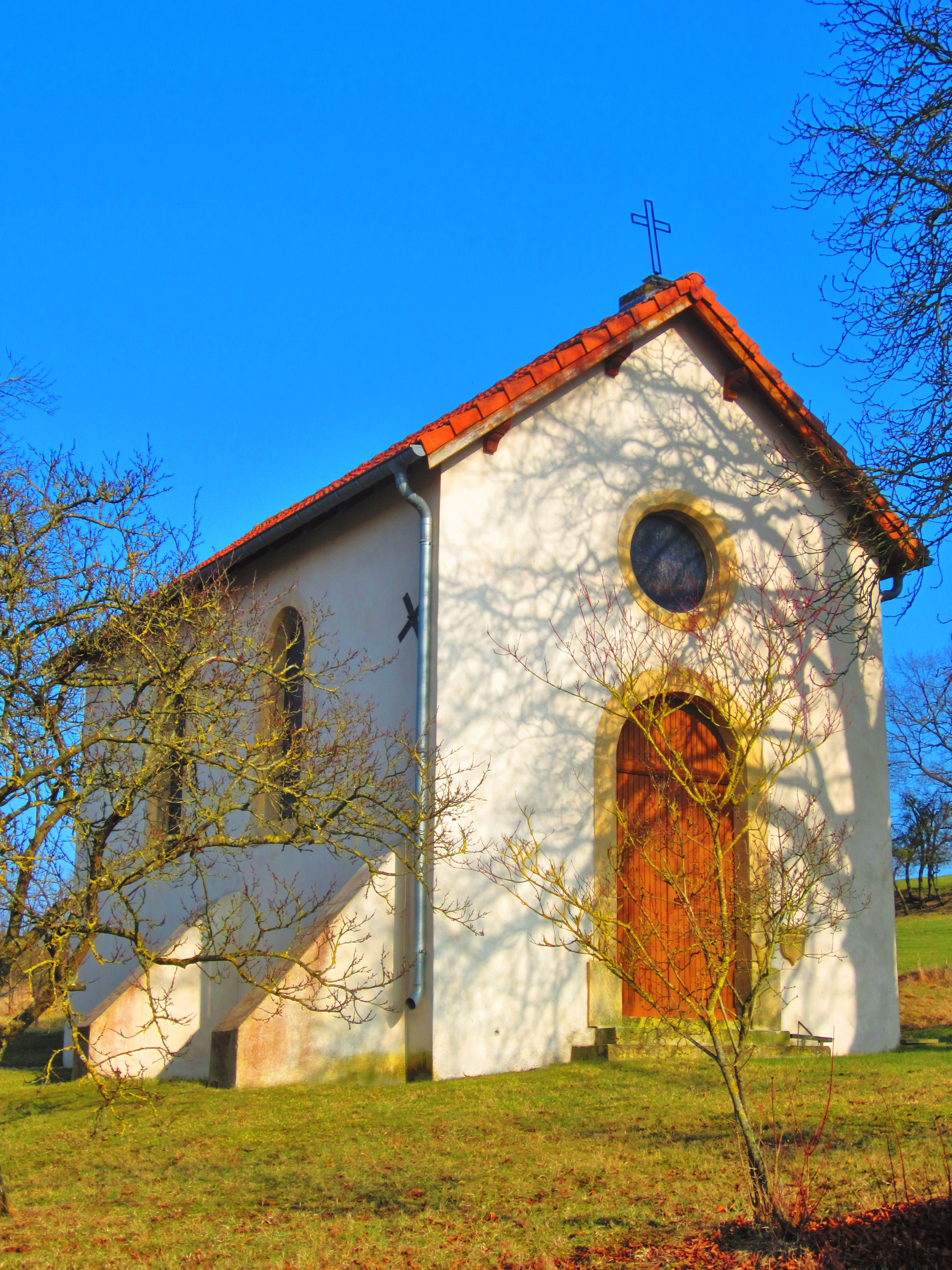
Chapelle de la Sainte-Vierge-Marie d'Aoury.

### Héraldique
| Blason de Villers-Stoncourt | Blason  | De gueules à deux clefs adossées d'or, accostées de deux croix de Lorraine d'argent. |
| Blason de Villers-Stoncourt | Détails | Le statut officiel du blason reste à déterminer.                                     |